# Batalla de Mons
La batalla de Mons fue el primer combate en el que participó la Fuerza Expedicionaria Británica durante la Primera Guerra Mundial en el Frente Occidental. El cuerpo de expedición británico, numéricamente inferior pero compuesto por tropas expertas y bien entrenadas, se enfrentó en Mons, al occidente de Bélgica, el 23 de agosto de 1914 con el ala derecha del Ejército alemán que estaba invadiendo ese país y Francia según los proyectos estratégicos establecidos en el plan Schlieffen. 
Mientras el ejército francés era derrotado en el Sambre, en las Ardenas y en Lorena, las tropas británicas enfrentaron con éxito a los alemanes. Tras los enfrentamientos, debido al avance alemán y en general a los malos resultados para los Aliados en las batallas de las Fronteras, los británicos se tuvieron que retirar para evitar que los rodearan y mantener la unión con sus colegas franceses, en el marco de la gran retirada hacia París y el Marne.